# Ian Charleson
Ian Charleson (Edimburgo, 11 de agosto de 1949 — Londres, 6 de janeiro de 1990) foi um ator britânico nascido na Escócia celébre por seu papel como Eric Liddell, no filme vencedor do Oscar Chariots of Fire (1981).

## Biografia
Filho de um impressor, ele ganhou uma bolsa para estudar no Colégio Real na Universidade de Edimburgo. Depois estudou na Academia de Arte Dramática de Londres e começou sua carreira de ator em 1972.
O sucesso mundial chegou quase que ao mesmo tempo com dois filmes: Gandhi, no qual fez o papel de Charles Andrews, o sacerdote amigo do estadista hindu, e como Eric Liddell no filme Carruagens de fogo, um atleta olímpico escocês que se negou a participar das Olimpíadas por motivos religiosos. O filme foi o grande vencedor do Oscar naquele ano.
Ele morreu vítima de complicações de saúde decorrentes de AIDS em sua casa em Londres, aos 40 anos.

## Filmografia
- Troubles (TV, 1988)
- Codename: Kyril (TV, 1988)
- Opera (1987)
- Car Trouble (1985)
- The Sun Also Rises (TV, 1984)
- Greystoke: The Legend of Tarzan, Lord of the Apes (1984)
- Louisiana (TV, 1984)
- Der Leutnant und sein Richter (TV, 1983)
- Gandhi (1982)
- Ascendancy (1982)
- Antony & Cleopatra (TV, 1981)
- Chariots of Fire (1981)
- Hamlet, Prince of Denmark (TV, 1980)
- Jubilee (1977)